# José María de Heredia
José María de Heredia (n. 22 noiembrie 1842 — d. 3 octombrie 1905), poet francez, maestrul modern al sonetului francez, s-a născut la Fortuna Cafeyere, lângă Santiago de Cuba, fiind în parte spaniol creol, respectiv în parte francez. 
La 8 ani, a părăsit Indiile de Vest pentru Franța, s-a întors la Havana la 17 ani și, în cele din urmă, s-a stabilit definitiv în Franța la scurt timp după aceea. A primit educația clasică de la preoții bisericii Sfântul Vincențiu din Senlis, și după o vizită la Havana, a studiat la École des Chartes la Paris. Pe la sfârșitul anilor 1860, împreună cu François Coppée, Sully Prudhomme, Paul Verlaine și alții mai puțin distinși, a format un grup de poeți care s-au adunat în jurul lui Leconte de Lisle, și au primit numele de Parnasieni.
La acest nou curent literar, forma - partea tehnică a artei lor - era de o importanță extremă, și, ca reacție împotriva lui Musset, și-au reprimat cu rigurozitate în opere expresia sentimentului și emoției. "Poezia adevărată", spunea M. de Heredia în discursul său la intrarea în Academie, "poezia adevărată trăiește în natură și în umanitate, și nu în inima ființei dintr-o zi, chiar dacă minunată." Locul lui M. de Heredia în această mișcare a fost numaidecât asigurat. A scris foarte puțin, dar sonetele sale au circulat în manuscris, și i-au  conferit o reputație înainte de apariția lor în 1893, împreună cu câteva poeme mai lungi, într-un volum cu titlul de "Trofeele".
A primit cetățenia franceză în anul 1893 și a fost ales la Academia Franceză pe 22 februarie 1894, în locul publicistului Louis de Mazade-Percin. Puțini adevărați scriitori au putut intra la Academie cu atât de puține scrisori de recomandare. Un mic volum de versuri - o traducere, cu introducere, a "Istoriei cuceririi Spaniei Noi" a lui of Diaz del Castillo (1878-1881) - o traducere a vieții călugărului Alferez (1894), "Călugărul militar spaniol" a lui Thomas de Quincey, - și una sau două piese scurte cu versuri ocazionale, și un fel de introducere - acestea nu reprezintă decât un "bagaj" literar neînsemnat, ca să folosim expresia franțuzescă. Sonetele lui rămân însă unele dintre cele mai rafinate de gen din literatura modernă. François Coppée „O legendă a secolelor în sonete”. Fiecare prezintă un tablou, uimitor, strălucitor, desenat cu mână fermă - tabloul unor scene caracteristice din îndelungata istorie a omului. Versul este perfect, șlefuit ca o piatră prețioasă; iar sunetul său are distincție și o armonie deosebită. Singura greșeală pe care ar putea-o sugera cineva, este că fiecare tablou este uneori mai mult decât un tablou, și că linia poetică, ca aceea a maiestrului lui M. de Heredia, Leconte de Lisle însuși, este uneori prea încărcată. M. de Heredia a fost cu nimic mai puțin decât unul dintre cei mai dibaci meșteșugari care au practicat vreodată arta versului. În 1901 a devenit bibliotecar al Bibliotecii Arsenal din Paris. A murit la Château de Bourdonné (Seine-et-Oise) la 3 octombrie 1905, desăvârșindu-și ediția critică a lucrărilor lui André Chénier.